# How Do I Survive?
「How Do I Survive?」（ハウ ドゥ アイ サヴァイヴ）は、Superflyの6枚目のシングル。

## 概要
2008年9月10日に発売された。初回プレス盤のみデジパックケース仕様。
アルバム『Superfly』発売から約3ヶ月のスパンで発売された。オリコンチャートでは初登場10位にランクインし、自身初のトップ10入りシングルとなった。
シングル発売前後にはMUSIC ON! TVにて、越智の音楽のルーツとなったジャニス・ジョプリンの軌跡を追う特別番組『Superflyスペシャル 〜Following the Step of Janis〜』が放送された。

## 収録曲
1. How Do I Survive? (3:47)
  - 学校法人モード学園CMソング

作詞：越智志帆　作曲：多保孝一
楽曲自体は4月より学校法人モード学園のCMソングとして放送されており、アルバム『Superfly』発売直後の6月下旬にはCMで放送されていたバージョンである「How Do I Survive? (CM Short Ver.)」が着うたで先行配信されていた。歌詞は、日々の生活を自分らしく生きようというテーマで書かれた。PVは通常のものとMUSIC ON! TV限定で放送されるものの2種類が制作された。
この楽曲で初めてレコーディングの際に越智がエレキギターを演奏している。
2. Perfect Lie (3:54) 
作詞：越智志帆　作曲：蔦谷好位置・越智志帆
越智が作詞作曲とピアノ演奏を手掛けた。越智自身が作詞作曲とピアノ演奏を担当するのはアルバム『Superfly』収録曲「Last Love Song」以来。
3. My Brother Jake (3:17)
作詞：P.Rodgers　作曲：A.Fraser
イギリスのブルースロックバンドのFREEの1971年の楽曲のカバー。楽曲プロデュースは百田留衣が務める。百田は楽曲でギタリストとしても参加している。

## 収録アルバム
How Do I Survive?
- 『Box Emotions』（#2）
- 『Superfly BEST』（#7・Disc 1）
- 『Superfly 10th Anniversary Greatest Hits “LOVE, PEACE & FIRE”』（#11・Disc 3）

Perfect Lie
- 『黒い雫 & Coupling Songs: 'Side B'』（#4・Disc 2）

My Brother Jake
- 『Wildflower & Cover Songs:Complete Best 'TRACK 3'』（#10・Disc 2）